# Müsserkrieg
Die Müsserkriege, benannt nach Burg Musso, zwischen dem Freistaat der Drei Bünde und dem Herzogtum Mailand dauerten von 1525 bis 1526 (Erster Müsserkrieg) bzw. von 1531 bis 1532 (Zweiter Müsserkrieg). Der Zweite Müsserkrieg war der Anlass für den Zweiten Kappelerkrieg zwischen den reformierten und katholischen Orten der Alten Eidgenossenschaft.

## Erster Müsserkrieg 1525/26

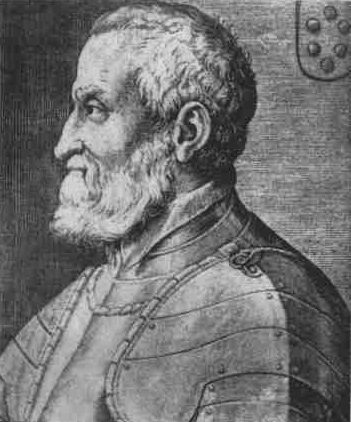
Darstellung von Gian Giacomo Medici

Die Drei Bünde waren seit den Mailänderkriegen 1512 im Besitz des Veltlins, Chiavennas, Bormios und einer Gegend um den oberen Comer See, die unter der Bezeichnung tre pievi oder auf deutsch «Drei Pleven» bekannt war. Das Herzogtum Mailand hielt jedoch seine Ansprüche auf diese Gebiete aufrecht, die zuvor zur mailändisch beherrschten Stadtrepublik Como gehört hatten. Nach der Niederlage der Eidgenossen bei Marignano 1515 erklärten sich die Gemeinden der Drei Pleven wieder als zu Mailand gehörig, was von den Bündnern jedoch nicht anerkannt wurde. Diese territoriale Streitigkeit zwischen Mailand und den Drei Bünden wurde durch die in den drei Bünden aufkommende Reformation verschärft, weil die Bündner die Verbreitung der Reformation in den von Mailand beanspruchten Gebieten erlaubten. Die Reformation und die damit einhergehende politische Spaltung schwächte auch die Position der Bündner und der Eidgenossenschaft gegenüber den Ansprüchen Mailands, da die katholischen Orte eher einen Rückfall von Bündner Territorien an Mailand hinzunehmen bereit waren, als eine weitere Verbreitung der Reformation in Kauf nehmen zu müssen.
Gian Giacomo Medici (bekannt als der «Müsser» oder «il Medeghino») kontrollierte zu dieser Zeit die von Gian Giacomo Trivulzio stark befestigte Burg Musso bei Dongo, den Comer See und die umliegenden Gebiete mit einer Truppe aus Briganten, Söldnern und verarmten lokalen Adligen aus Como und dem Veltlin. Er selbst war ein Parteigänger der Sforza und wurde wegen eines politischen Mordes aus Mailand verbannt. Wie er sich der Burg Musso bemächtigen konnte, ist bis heute nicht letztlich geklärt. Mit Schiffen behinderte er durch Piratenaktionen auch den Warenverkehr zwischen Como und den Drei Bünden und überfiel regelmässig auch die von den Bündnern kontrollierten Gebiete am nördlichen Ende des Sees. Die von ihm beherrschten Gebiete wurden zwischen Mailand und den Drei Bünden zu einer de facto unabhängigen Herrschaft. Während zwischen 1524 und 1525 das von den Sforza beherrschte Herzogtum Mailand erneut im Krieg mit Frankreich stand, das von den Eidgenossen und den Drei Bünden unterstützt wurde, begann Gian Giacomo Medici einen Grenzkrieg gegen die Drei Bünde und bot damit den Anlass zum Ersten Müsserkrieg. Im Handstreich nahm er die Drei Pleven und dann Chiavenna ein, während das Bündner Heer im Krieg um Mailand gebunden war. Die Sforza versöhnten sich darauf wieder mit ihm und verliehen ihm den Titel eines Kastellan von Musso und damit verbunden die Kontrolle über das Gebiet von Porlezza und Valsassina sowie über das von ihm faktisch beherrschte Gebiet von Chiavenna. Ein Einfall ins Veltlin wurde vom dortigen Landeshauptmann der Bündner, Johann Travers abgewehrt. Chiavenna blieb jedoch in der Hand Medicis. Die Bündner zogen schliesslich ihre Truppen aus der Belagerung von Pavia ab, um das Veltlin zu verteidigen. Travers schloss einen Waffenstillstand für drei Monate und reiste mit anderen Bündner Gesandten nach Mailand, um einen Frieden auszuhandeln. Die Verhandlungen scheiterten jedoch und auf der Rückreise wurden die Bündner Gesandten im September 1525 im Auftrag des «Müssers» gefangen genommen und auf Burg Musso eingekerkert. Dieser Affront bewog die Drei Bünde verstärkt mit Artillerie gegen Gian Giacomo Medici vorzugehen. Bei Morbegno wurde dieser geschlagen und Chiavenna wurde ebenfalls von Bündner Truppen zurückerobert. Eine Rückeroberung der Burg Musso lag aber ausserhalb der Möglichkeiten der Bündner. Der «Müsser» willigte zwar in eine Waffenruhe ein, verweigerte aber mit Unterstützung der katholischen Orte der Eidgenossenschaft einen dauerhaften Frieden. Die Gefangenen konnten schliesslich nach eidgenössischer Vermittlung durch ein Lösegeld von 15 000 Kronen und den Verzicht der Drei Bünde auf die Drei Pleven ausgelöst werden.
Zwischenzeitlich wechselte der «Müsser» mit seinen Truppen auf die französische Seite und bekämpfte nunmehr den kaiserlichen Statthalter in Mailand, Antonio de Leyva, mit einem Guerillakrieg. Erst 1528 gelang es der kaiserlichen Seite im Konflikt um Mailand, Gian Giacomo Medici mit dem Vertrag von Pioltello wieder auf ihre Seite zu ziehen. Er erhielt dafür die von ihm beherrschten Gebiete um den Comer See als kaiserliche Lehen mit den Titeln eines Markgrafen von Musso und eines Grafen von Lecco. Damit wurde er zu einem souveränen Reichsfürsten. Als Vertreter der katholischen Partei nahm er nun auch Einfluss auf die Geschehnisse in Graubünden. Angeblich habe der Plan bestanden, seinen Bruder, Gian Angelo Medici, Erzpriester in Mazzo im Veltlin, zum Bischof von Chur zu machen. Die reformierten Bündner standen ihm deswegen in offener Feindschaft gegenüber und verweigerten seiner Schwester den Durchzug zu ihrer Hochzeit in Feldkirch mit Wolf Dietrich von Hohenems. Abt Theodul Schlegel von St. Luzi in Chur wurde 1529 angeschuldigt, sich mit dem Müsser verschworen zu haben, und deswegen hingerichtet.

## Zweiter Müsserkrieg 1531/32
Anlass zum Zweiten Müsserkrieg bot ein neuerlicher Überfall des «Müssers» auf das Veltlin 1531, während dem er Morbegno am Eingang zum Veltlin einnahm und dort Befestigungen anlegen liess. Er liess auch Bündner Gesandte nach Mailand abfangen und ermorden. Die Drei Bünde rückten nun unter Führung von Johann Travers ins Veltlin vor, wurden jedoch bei Morbegno von der dortigen Besatzung zurückgeschlagen. Die Bündner verloren um die 200 Männer, darunter den Anführer der Bergeller, Dietegen Salis. Die Drei Bünde riefen nun die verbündeten Eidgenossen zu Hilfe. Die fünf katholischen Orte verweigerten jedoch die Hilfeleistung, ohne vorherige Rückkehr der Bündner zum Katholizismus. Zürich, Bern, Glarus, das Toggenburg, der Thurgau, Solothurn, Freiburg im Üechtland, Basel, Schaffhausen und Appenzell entsandten schliesslich rund 4900 Mann nach Chur.
Die Truppen der Bündner, rund 2000 Mann, und die der Eidgenossen vereinigten sich Anfang April bei Chiavenna, nachdem die Bündner beim zweiten Versuch erfolgreich Morbegno gestürmt hatten. Gian Giacomo Medici konnte zu diesem Zeitpunkt wohl gegen 3000 Söldner zusammenbringen, die er über seine befestigten Plätze Lecco, Monguzzo und Musso verteilt hatte. Er verfügte auch über zahlreiche gut ausgerüstete Kriegsschiffe auf dem Comer See und dem Lago di Mezzola. An dessen nördlichem Ende erwarteten seine Truppen die Ankunft der Bündner und Eidgenossen in befestigten Stellungen bei Riva, dem damaligen Haupthafen am Lago di Mezzola, heute eine kleine, unbedeutende Ansiedlung am durch seitherige Verlandung entstandenen Pozzo di Riva genannten Seelein.
Am 14. April griffen die Eidgenossen an und überrannten die Schanzen von La Riva. Es fielen ihnen auch einige Schiffe in die Hände, so dass die Geschütze, die von den Zürchern mitgeführt worden waren, nun gegen die Festungen des «Müssers» in den Drei Pleven eingesetzt werden konnten. Gravedona und Dongo fielen, nur die Burg Musso konnte nicht sofort eingenommen werden. Am 29. April begann die Belagerung des Sasso di Musso, der den Comer See beherrscht. Nach zehn Tagen konnten die Zürcher ihre Kanonen in eine vorteilhafte Position über der Festung legen, so dass eine Einnahme der Burg Musso in den Bereich des Möglichen rückte.
In dieser Situation griff Herzog Francesco II. Sforza von Mailand ins Geschehen ein, da zu befürchten war, dass die Bündner und die Eidgenossen weite Gebiete am Comer See erobern könnten. Er unterzeichnete einen Vertrag mit den Eidgenossen, der vorsah, dass er selbst die Festung Musso zerstören und Gian Giacomo Medici aus seinem Gebiet entfernen sollte. Dafür würden die Drei Pleven und die vom Müsser beherrschten Gebiete definitiv an Mailand zurückfallen. Mailand anerkannte im Gegenzug den Besitzstand der Drei Bünde in Chiavenna, Veltlin und Bormio, zahlte weiter die Kriegskosten und übernahm 1200 Mann der Eidgenossen in seinen Sold. Darauf zogen die eidgenössischen und bündnerischen Truppen bis auf die 1200 Mann wieder aus den von ihnen besetzten Gebieten zwischen Porlezza und dem oberen Comer See ab. Der Krieg gegen den «Müsser» war also gewissermassen an das Herzogtum Mailand ausgelagert worden.
Gian Giacomo Medici hielt bis zuletzt die Burg Musso und die befestigte Stadt Lecco, die er erst am 1. März 1532 unter Vermittlung seines Bruders Giovanni Angelo Medici in einem Vertrag mit dem Herzog von Mailand aufgab. Im Tausch erhielt er den Titel eines Markgrafen von Marignano, die Summe von 35.000 Scudi sowie eine Amnestie für alle seine Gefolgsleute. Die Burg Musso wurde darauf vertragsgemäss zerstört. Medici zog an den Hof Kaiser Karls V. und stellte sich als Feldherr in dessen Dienste. Er starb am 8. November 1555 und liegt im Dom von Mailand begraben. Die Verweigerung der Hilfeleistung der katholischen Kantone gab in der Eidgenossenschaft Anlass zu weiteren Streitigkeiten zwischen den reformierten und den katholischen Kantonen und mündete in den Zweiten Kappelerkrieg.
Siehe auch: Geschichte der Schweiz, Liste von Schweizer Schlachten, Ursula (Erzählung)